# Gottfried Kehler
Gottfried Kehler (Köhler) – śląski lekarz i urzędnik miejski. Był między innymi lekarzem miejskim w Świdniku oraz burmistrzem tego miasta w latach 1734/1735, 1737/1738 i 1740/1741 oraz deputowanym do wrocławskiego conventus publicus.
W 1733 roku zakupił jedną ze świdnickich kamienic (obecnie znajduje się ona w rynku i nosi numer 34). To najprawdopodobniej jego inicjały znajdują się w centralnej części portalu tego budynku.